# Cindy Carr
Cindy Carr (geb. vor 1983) ist eine Szenenbildnerin.

## Leben
Carr begann ihre Karriere im Filmstab 1983 als Artdirectorin beim B-Movie-Horrorfilm What’s Up, Hideous Sun Demon. 1987 arbeitete sie erstmals als Szenenbildnerin und erhielt ab Anfang der 1980er Jahre Engagements bei großen Hollywoodproduktionen wie Mike Nichols In Sachen Henry und Terry Gilliams Fantasyfilm Der König der Fischer. Hierfür war sie gemeinsam mit Mel Bourne 1992 erstmals für den Oscar in der Kategorie Bestes Szenenbild nominiert. Nach einer Reihe von Actionfilmen wie Last Action Hero und True Lies – Wahre Lügen erfolgte 1999 eine zweite Oscar-Nominierung für Vincent Wards Hinter dem Horizont, gemeinsam mit Eugenio Zanetti.
Carr arbeitete daneben auch immer wieder für das Fernsehen, unter anderem an den Fernsehserien Dr. House, True Blood und Sleepy Hollow. Für ihr Mitwirken an der Miniserie Frank Sinatra – Der Weg an die Spitze war sie 1993 für den Primetime Emmy nominiert. Zudem war Carr zwei Mal für den „Excellence in Production Design Award“ der Art Directors Guild nominiert. Sie konnte jedoch keinen dieser Preise gewinnen.

## Filmografie (Auswahl)
- 1991: In Sachen Henry (Regarding Henry)
- 1991: König der Fischer (The Fisher King)
- 1993: Last Action Hero
- 1994: True Lies – Wahre Lügen (True Lies)
- 1996: Zwielicht (Primal Fear)
- 1997: Speed 2 (Speed 2: Cruise Control)
- 1997: Die Akte Jane (G.I. Jane)
- 1998: Hinter dem Horizont (What Dreams May Come)
- 1998: Leben und lieben in L.A. (Playing by Heart)
- 1999: Das Geisterschloss (The Haunting)
- 2002: Jede Menge Ärger (Big Trouble)
- 2002: Der Anschlag (The Sum of All Fears)
- 2003: Identität (Identity)
- 2004: Van Helsing
- 2005: Hostage – Entführt (Hostage)
- 2006: Zum Ausziehen verführt (Failure to Launch)
- 2006: Liebe braucht keine Ferien (The Holiday)
- 2007: Nach 7 Tagen – Ausgeflittert (The Heartbreak Kid)
- 2008: Untraceable
- 2008: Eagle Eye – Außer Kontrolle (Eagle Eye)
- 2009: Fame
- 2010: So spielt das Leben (Life as We Know It)
- 2011: Alles erlaubt – Eine Woche ohne Regeln (Hall Pass)
- 2011: Contagion
- 2012: Die Stooges – Drei Vollpfosten drehen ab (The Three Stooges)
- 2012: The Watch – Nachbarn der 3. Art (The Watch)
- 2013: 42 – Die wahre Geschichte einer Sportlegende (42)
- 2015: Self/less – Der Fremde in mir (Self/less)
- 2015: Trumbo
- 2016: Term Life – Mörderischer Wettlauf (Term Life)
- 2019: Jacob’s Ladder
- 2023: Der Exorzist – Bekenntnis (The Exorcist: Believer)

## Auszeichnungen (Auswahl)
- 1992: Oscar-Nominierung in der Kategorie Bestes Szenenbild für Der König der Fischer
- 1999: Oscar-Nominierung in der Kategorie Bestes Szenenbild für Hinter dem Horizont